# Плавание на летних Олимпийских играх 1900
Соревнования по плаванию на II летних Олимпийских играх прошли 11, 12 и с 15 по 19 августа. Всего участвовали 76 спортсменов из 12 стран. Было разыграно семь комплектов медалей. Впервые были проведены заплывы на 200 м вольным стилем и на 200 м на спине. Другие пять дисциплин проводились также первый раз, но на последующих Играх уже не проходили. Все заплывы прошли на реке Сена.

## Медали

### Общий медальный зачёт

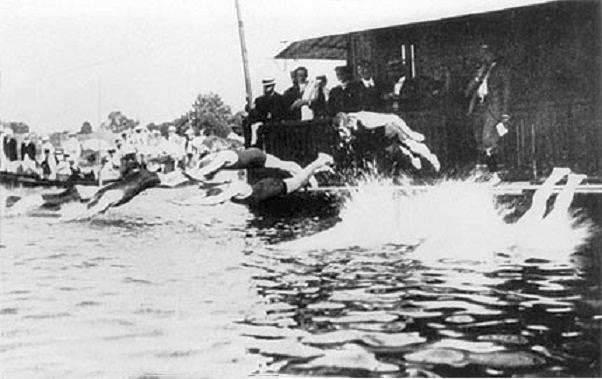
Начало одного из заплывов

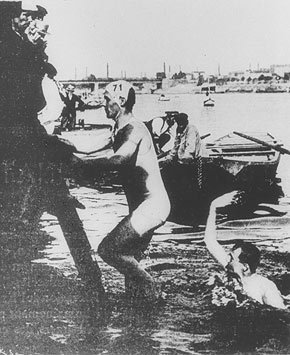
Фредерик Лейн после одного из заплывов

(Жирным выделено самое большое количество медалей в своей категории; принимающая страна также выделена)
| Общее количество медалей |                |        |         |        |       |
| Место                    | Страна         | Золото | Серебро | Бронза | Всего |
| 1                        | Великобритания | 2      | 0       | 1      | 3     |
| 2                        | Австралия      | 2      | 0       | 0      | 2     |
| 2                        | Германия       | 2      | 0       | 0      | 2     |
| 4                        | Франция        | 1      | 2       | 2      | 5     |
| 5                        | Австрия        | 0      | 3       | 1      | 4     |
| 6                        | Венгрия        | 0      | 2       | 1      | 3     |
| 7                        | Дания          | 0      | 0       | 1      | 1     |
| 7                        | Нидерланды     | 0      | 0       | 1      | 1     |

### Медалисты
| Дисциплина                 | Золото                                                                                              | Серебро                                                                  | Бронза                                                                     |
| 200 метров вольным стилем  | Фредерик Лейн Австралия                                                                             | Золтан Халмаи Венгрия                                                    | Карл Руберль Австрия                                                       |
| 1000 метров вольным стилем | Джон Джарвис Великобритания                                                                         | Отто Вале Австрия                                                        | Золтан Халмаи Венгрия                                                      |
| 4000 метров вольным стилем | Джон Джарвис Великобритания                                                                         | Золтан Халмаи Венгрия                                                    | Луи Мартен Франция                                                         |
| 200 метров на спине        | Эрнст Хоппенберг Германия                                                                           | Карл Руберль Австрия                                                     | Йоханнес Дрост Нидерланды                                                  |
| 200 метров среди команд    | Германия (империя) Герберт фон Петерсдорф · Юлиус Фрей · Макс Хайнле · Эрнст Хоппенберг · Макс Шёне | Франция Ж. Бертран · Вербекке · Виктор Каде · Виктор Ошпье · Морис Ошпье | Франция Филипп Убан · Жорж Лёйе · Луи Мартен · Дезире Мерше · Рене Тартара |
| 200 метров с препятствиями | Фредерик Лейн Австралия                                                                             | Отто Вале Австрия                                                        | Питер Кемп Великобритания                                                  |
| Подводное плавание         | Шарль де Вандвиль Франция                                                                           | Андре Сикс Франция                                                       | Педер Люккеберг Дания                                                      |

## Страны

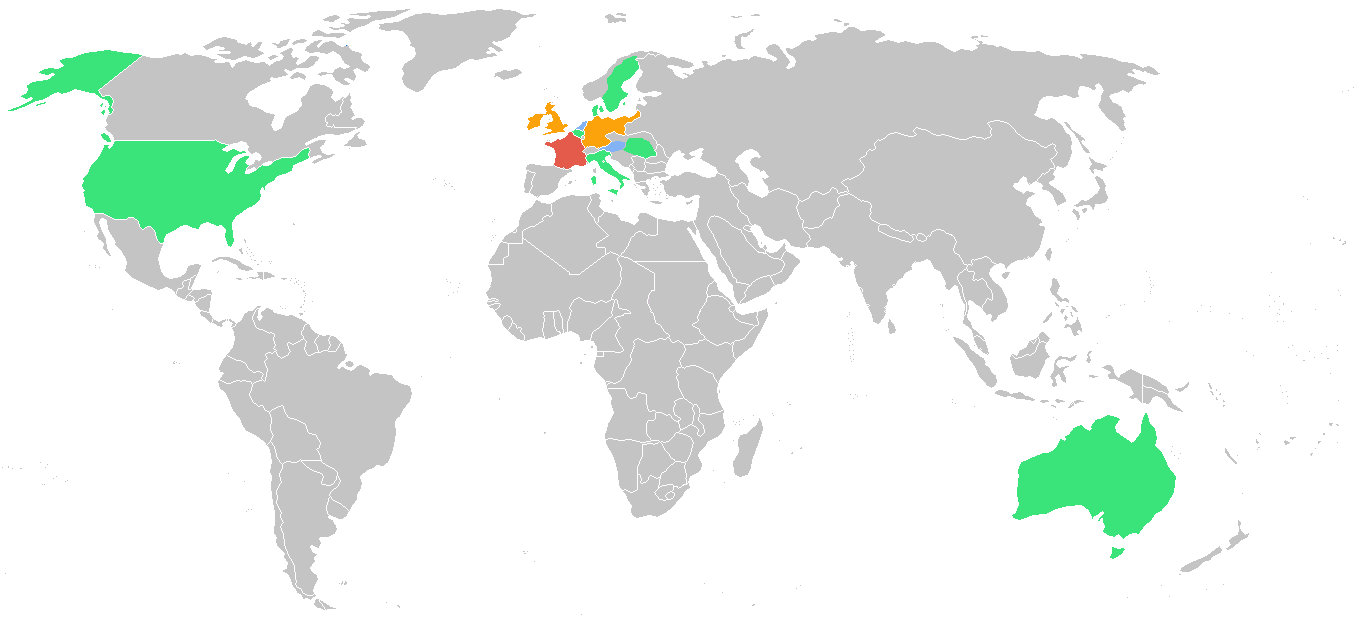
Участвующие страны в плавании:
— зелёный: менее 2 атлетов;
— голубой: 3-5 атлетов;
— оранжевый: 6-9 атлетов;
— красный: более 10 атлетов.

На Играх участвовали 76 спортсменов из 12 стран:

В скобках указано количество спортсменов
- Австралия (1)
- Австрия (4)
- Бельгия (1)
- Великобритания (7)
- Венгрия (1)
- Германия (6)
- Дания (1)
- Италия (2)
- Нидерланды (4)
- США (1)
- Франция (47)
- Швеция (1)